# Magnitudine fotografică
Înainte de apariția fotometreleor care pot măsura cu acuratețe luminozitatea corpurilor cerești, magnitudinea aparentă a unui astfel de corp era calculată prin fotografierea sa cu camera. Aceste imagini erau mult mai sensibile la albastrul spectrului vizual decât ochiul uman sau fotometrele moderne. Ca rezultat, stelele mai albastre au o magnitudine fotografică mai mică (sunt mai strălucitoare) decât magnitudinea modernă vizuală, deoarece apar mai luminoase în fotografii decât în fotometrele moderne.